# Kristian van der Merwe
Kristian van der Merwe (* 7. Februar 1994, geborener Kristian Dahl Pedersen) ist ein dänischer Handballspieler.

## Karriere
Kristian van der Merwe spielte zunächst für GOG und ab 2014 für Nordsjælland Håndbold. Bei Nordsjælland war er auch der Kapitän der Mannschaft. Nach drei Saisons ging er zu SønderjyskE Håndbold. 2022 wechselte er zum deutschen Zweitligisten HSC 2000 Coburg. Aufgrund einer Verletzung am Ellenbogen fiel er jedoch direkt zu Saisonbeginn aus. Gegen Ende der Saison 2022/23 gab er sein Comeback. In der Saison 2023/24 konnte er mit 346 Paraden die meisten der Liga verzeichnen. Im Sommer 2024 wechselte er zum Ligakonkurrenten HSG Nordhorn-Lingen.